# Cryptoparlatorea pini
Cryptoparlatorea pini är en insektsart som beskrevs av Takahashi 1938. Cryptoparlatorea pini ingår i släktet Cryptoparlatorea och familjen pansarsköldlöss. Inga underarter finns listade i Catalogue of Life.